# Laodamant
Segons la mitologia grega, Laodamant (en grec antic: Λαοδάμας, 'Laodamas'), va ser un rei de Tebes, fill d'Etèocles.
Quan va acabar la regència de Creont, va ser rei de Tebes i va haver d'enfrontar-se a la segona expedició contra la ciutat per part dels epígons.
Una tradició diu que va morir durant la batalla de Glisant, després d'haver matat Egialeu, fill d'Adrast. Una altra tradició diu que després de ser derrotat es va escapar amb una part de l'exèrcit tebà i es va refugiar a Il·líria.